# Arianna Bridi
Arianna Bridi (Trento, 6 de noviembre de 1995) es una deportista italiana que compite en natación, en la modalidad de aguas abiertas.
Ganó tres medallas en el Campeonato Mundial de Natación, en los años 2017 y 2024, y dos medallas en el Campeonato Europeo de Natación, en los años 2016 y 2018.

## Palmarés internacional
| Campeonato Mundial | Campeonato Mundial    | Campeonato Mundial | Campeonato Mundial |
| Año                | Lugar                 | Medalla            | Prueba             |
| ------------------ | --------------------- | ------------------ | ------------------ |
| 2017               | Budapest (Hungría)    | Medalla de bronce  | 10 km              |
| 2017               | Budapest (Hungría)    | Medalla de bronce  | 25 km              |
| 2024               | Doha (Catar)          | Medalla de plata   | Equipo mixto       |
| Campeonato Europeo |                       |                    |                    |
| Año                | Lugar                 | Medalla            | Prueba             |
| 2016               | Hoorn (Países Bajos)  | Medalla de bronce  | 10 km              |
| 2018               | Glasgow (Reino Unido) | Medalla de oro     | 25 km              |